# Campeonato Europeo de Patinaje Artístico sobre Hielo de 1931
El XXIX Campeonato Europeo de Patinaje Artístico sobre Hielo se realizó en enero de 1931 en dos sedes distintas: los torneos masculino y femenino en Viena y el de parejas en Sankt Moritz (Suiza). Fue organizado por la Unión Internacional de Patinaje sobre Hielo (ISU), la Federación Austríaca de Patinaje Artístico sobre Hielo y la Federación Suiza de Patinaje sobre Hielo.

## Resultados

### Masculino
| Puesto | Nombre       | País     | Puntos |
| ------ | ------------ | -------- | ------ |
| Oro    | Karl Schäfer | Austria  |        |
| Plata  | Ernst Baier  | Alemania |        |
| Bronce | Hugo Distler | Austria  |        |

### Femenino
| Puesto | Nombre         | País    | Puntos |
| ------ | -------------- | ------- | ------ |
| Oro    | Sonja Henie    | Noruega |        |
| Plata  | Fritzi Burger  | Austria |        |
| Bronce | Hilde Holovsky | Austria |        |

### Parejas
| Puesto | Nombre                         | País    | Puntos |
| ------ | ------------------------------ | ------- | ------ |
| Oro    | Olga Orgonista / Sándor Szalay | Hungría |        |
| Plata  | Emilia Rotter / László Szollás | Hungría |        |
| Bronce | Lily Gaillard / Willy Petter   | Austria |        |

## Medallero
| Núm. | País     | Oro | Plata | Bronce | Total |
| ---- | -------- | --- | ----- | ------ | ----- |
| 1    | Austria  | 1   | 1     | 3      | 5     |
| 2    | Hungría  | 1   | 1     | 0      | 2     |
| 3    | Noruega  | 1   | 0     | 0      | 1     |
| 4    | Alemania | 0   | 1     | 0      | 1     |
|      | TOTAL    | 3   | 3     | 3      | 9     |